# 兪興植
兪 興植 （ユ・フンシク、You Heung-sik、ハングル: 유흥식、1951年11月17日 - ）は、大韓民国のカトリック聖職者である。洗礼名は「ラザロ」。2005年から2021年までカトリック大田司教区にて司教をつとめ、2021年に聖職者省長官、2022年に枢機卿となった。韓国出身者としてはじめてローマ教皇庁にて要職をつとめた人物であるほか、4人目の枢機卿でもある。本貫は杞渓兪氏。

## 生い立ち・経歴
1951年11月17日、大韓民国・忠清南道論山市にて誕生した。16歳でカトリックの洗礼を受けた。ソウルのカトリック大学校にて教育を受け、その後ローマに渡り、教皇庁立ラテラン大学にて教義学の学位を取得した。1979年12月9日、司祭に叙階された。司教座聖堂助任司祭・黙想の家（reteat house）および教育センターの責任者をつとめ、1994年より大田カトリック大学校にて霊的同伴者（spiritual director）および教授となった。また、1998年から2003年まで学長をつとめた。フォコラーレ運動にも参与し、この運動を推進する国際司教会議にも出席していた。
2003年7月9日、ローマ教皇ヨハネ・パウロ2世によりカトリック大田司教区協働司教に任ぜられた。2003年8月19日に景甲龍大田司教より司教叙階を受け、2005年4月1日、彼の引退に伴い大田司教となった。2007年5月29日、教皇ベネディクト16世により開発援助促進評議会の評議員に任ぜられた。また、大田司教として韓国天主教主教会議の複数の会議を主催した。移民・青少年司牧・韓民族殉教者の列聖・列福などがその議題となった。また、朝鮮民主主義人民共和国の平壌を4度にわたり訪問した。
2021年6月11日、教皇フランシスコによりベニアミーノ・ステラの後任としてローマ教皇庁聖職者省長官に任ぜられた。大田名誉司教に叙階され、8月2日より聖職者省長官の役職についた。兪はこの人事により、教皇庁の要職についたはじめての韓国出身者となった。2022年5月29日、教皇フランシスコにより兪を枢機卿へ叙階させる意向が発表され、同8月27日に助祭枢機卿への叙階がおこなわれた。また、7月13日には司教省の委員となった。